# Hostienmühle

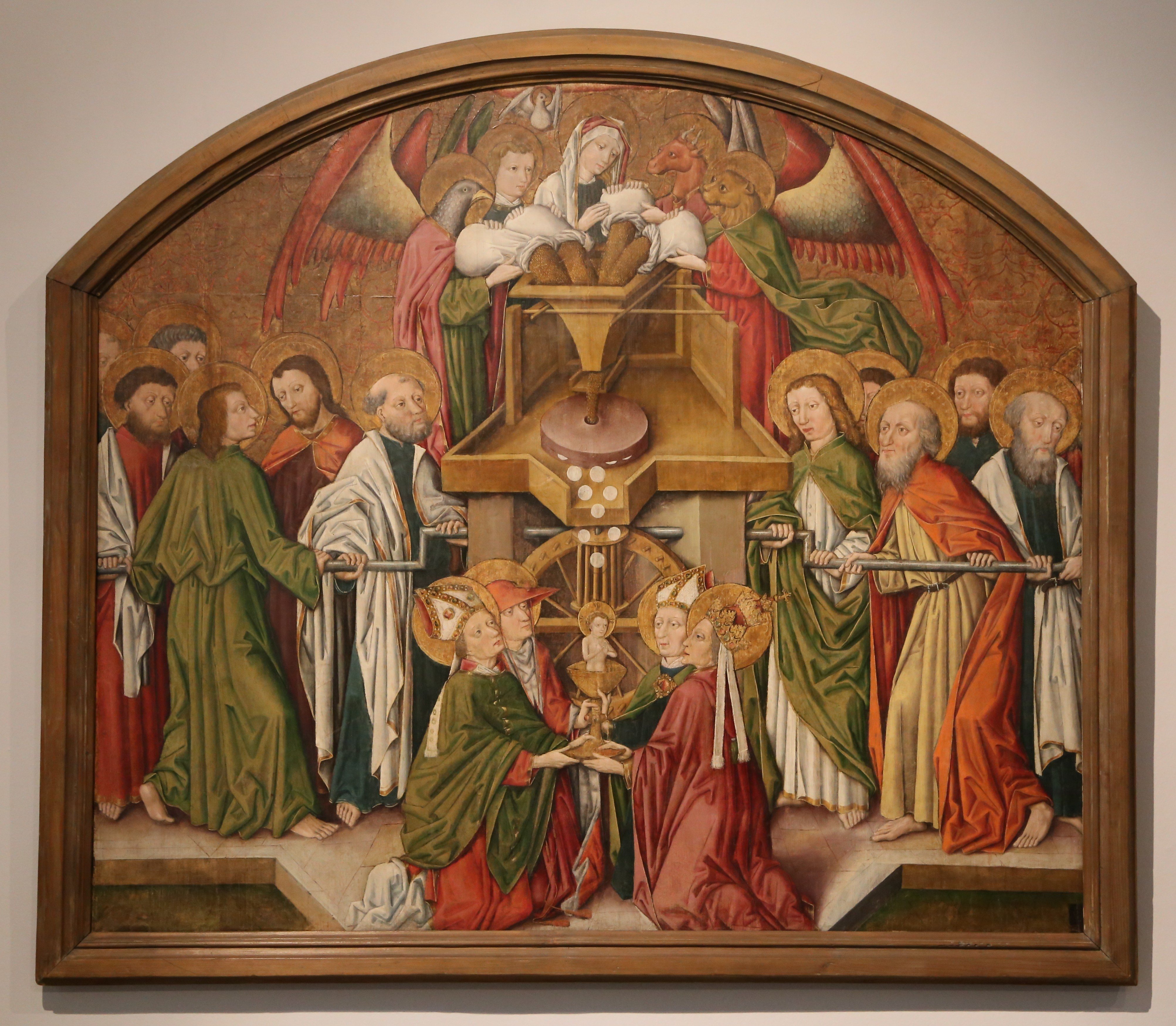
Meister des Hostienmühlenretabels: Die Hostienmühle, Ulm, um 1470, Mischtechnik auf Holz, Ulmer Museum

Die Hostienmühle (auch mystische Mühle, Mühlenallegorie) ist in der christlichen Ikonographie eine versinnbildlichte Darstellung der Transsubstantiation. Dabei steht das Korn, das in die Mühle gegeben wird, symbolisch für das Wort Gottes. Die Mühle mahlt es zu Hostien, der eucharistischen Gestalt des Leibes Christi. Angetrieben wird die Hostienmühle von den Aposteln oder auch von Wasser, das in Beziehung zu den vier Flüssen des Paradieses (Gen 2,10 , Offb 22,1 ) steht und damit ein Sinnbild der Taufe darstellt.

## Darstellungen

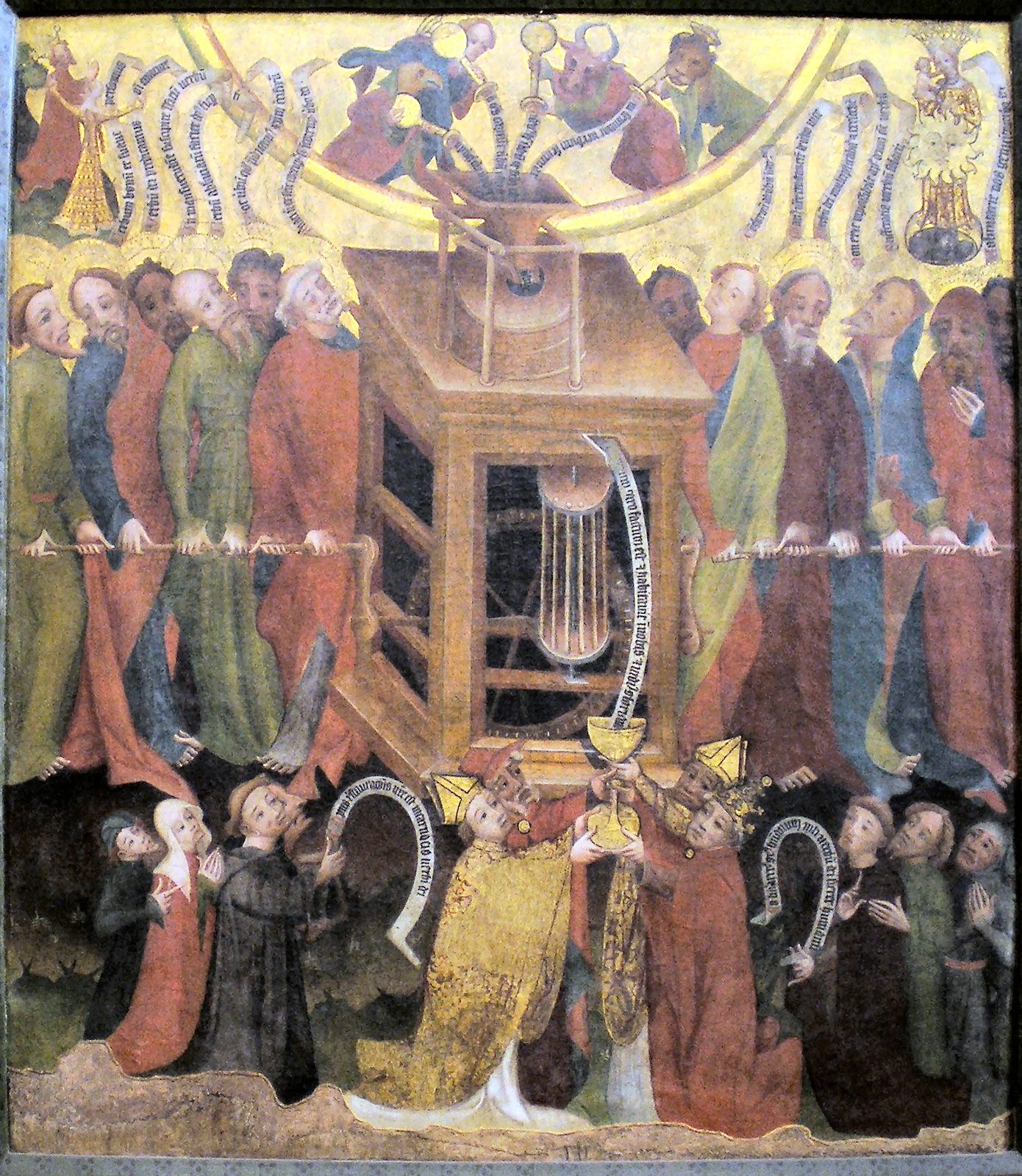
Darstellung der Hostienmühle in Bad Doberan

Im Doberaner Münster befindet sich die Darstellung einer Hostienmühle, die aus dem 15. Jahrhundert stammt. Hier schütten die Symbole der Evangelisten Zitate auf Spruchbändern in die Mühle, die von den zwölf Aposteln bewegt wird. Zu Füßen der Hostienmühle fangen die vier großen Kirchenväter des Abendlandes, Ambrosius, Hieronymus, Augustinus und Gregor der Große, das Wort aus Joh 1,14 , Et verbum caro factum est. Et habitavit in nobis („Und das Wort ist Fleisch geworden und hat unter uns gewohnt“) in einem Speisekelch auf. Eine eng damit verwandte Darstellung ist auf dem Hauptaltar der zisterzienserischen Klosterkirche zum Heiligen Kreuz in Rostock zu finden.

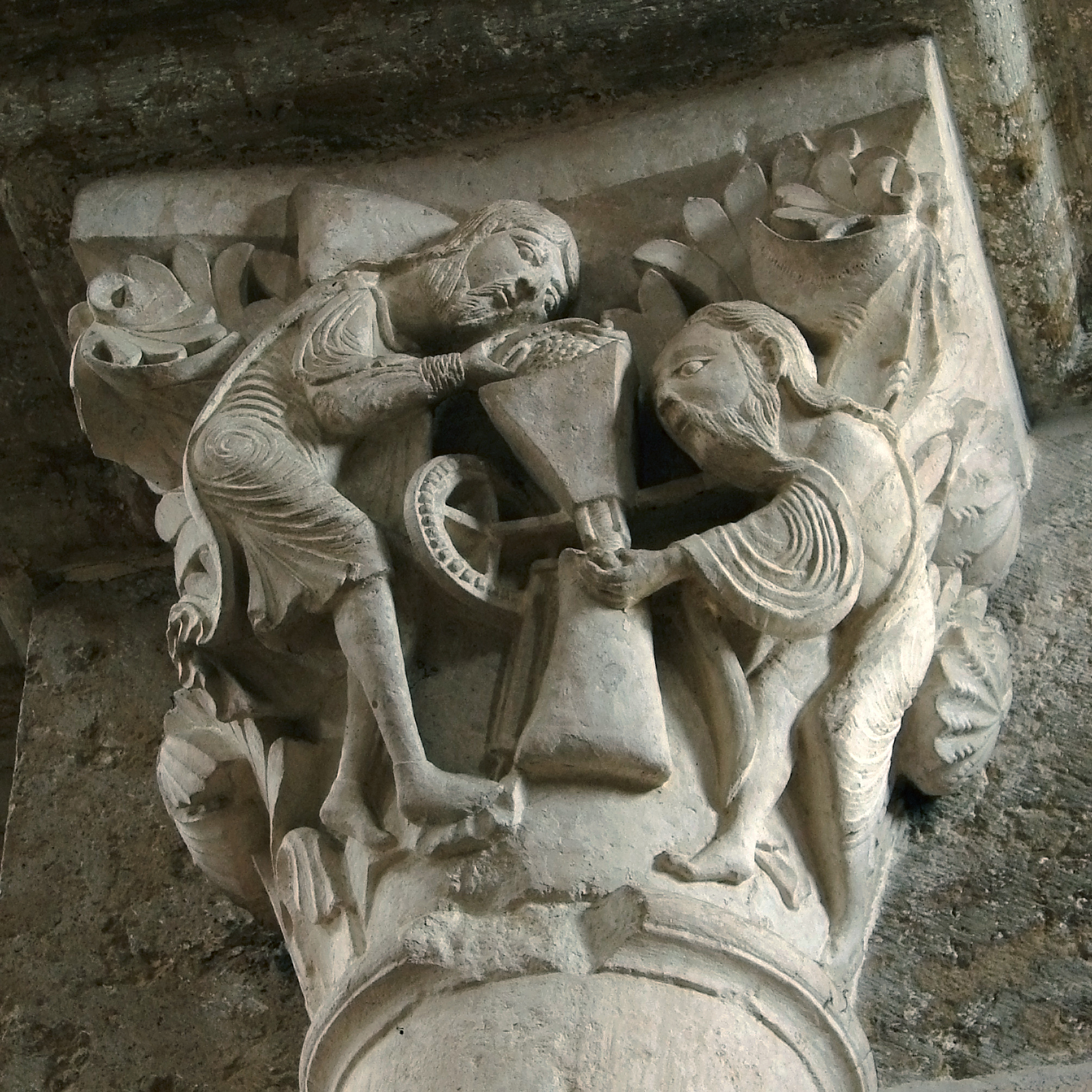
Die Darstellung der Hostienmühle an einem Kapitell der Basilika Ste. Marie-Madeleine im burgundischen Vézelay gilt als ein Hauptwerk romanischer Bauplastik in Frankreich

Weitere Darstellungen von Hostienmühlen befinden sich unter anderem in der Kirche St. Veit in Deufringen, in der Hospitalkapelle in Bad Sooden-Allendorf, in der Heilig-Kreuz-Kirche in Loffenau, in der Pfarrkirche Unserer Lieben Frau in Eriskirch, in der Friedhofskirche St. Kilian in Mundelsheim, in der Thomaskirche in Tribsees und in der Dorfkirche Retschow.

## Hostienmühle Allschwil
In Allschwil bei Basel gibt es eine seit 1624 als „Hostienmühle“ bezeichnete Getreidemühle. Der Name wies auf die Verarbeitung von Getreide aus Kirchenbesitz hin.